# 南非华人
南非華人為居住在南非的華裔居民，包括20世紀初來到南非的華人，在1904年南非排華法案實施前來到的華人，臺灣工業家在1970年代，1980年代初和1990年代初期抵達南非，以及種族隔離取消後的移民到南非的華人新移民（主要來自中國內地），且人數超過了當地早期移民到南非的華人。南非華人為非洲最大的華人社群，他們大多數居住在約翰尼斯堡。

## 中國大陸新移民
來自中國大陸的華人新移民是迄今為止是南非最大的華人群體，可以分為三個時期。第一批為1980年代末，1990年代初來到南非。與臺灣移民不同，第一批新移民大多數經營小企業而非大型企業。雖然第一批華人新移民賺了不少錢，但大部分離開了南非，回到了中國大陸或去了其他西方國家，與臺灣移民離開南非的原因一樣。（来源待考察）第二批華人新移民來自浙江和江蘇，大多數為受過高等教育且富裕的創業家。第三批新移民於2000年後到達，主要為來自福建的商人。也有來自中國其他地區的華人新移民，截至2013年，有57個華社組織分佈在約翰內斯堡的唐人街。雖然大多數南非華人遵守法律，但有些華人和南非犯罪組織交換利益條件來從事毒品交易活動。

## 著名人士
- 黃馨祥
- 呂怡慧
- 呂怡萱
- 王翊儒（英语：Chris Wang）
- 陳阡蕙（英语：Sherry Chen (politician)）
- 黄士豪（英语：Shiaan-Bin Huang）
- 何查德（英语：Chad Ho）
- 張世嘉（英语：Eugenia Shi-Chia Chang）